# Kyle Garland
Kyle Garland (Fort Washington, 28 maggio 2000) è un multiplista statunitense, ha partecipato ai Campionati del mondo di Oregon 22, giungendo 11º nel Decathlon.

## Biografia
Nato a Filadelfia negli Stati Uniti d'America, ai Campionati del mondo di Eugene giunge 11º stabilendo il record nazionale nel Decathlon e nei 400 metri piani.
Nel 2023 ad Albuquerque vince i campionati NCAA indoor stabilendo il secondo punteggio di sempre nell'eptathlon indoor.

## Progressione

### Decathlon
| Stagione | Misura    | Luogo           | Data      | Rank. Mond. |
| -------- | --------- | --------------- | --------- | ----------- |
| 2023     | 8 589 pt. | Baton Rouge     | 12-5-2023 |             |
| 2022     | 8 720 pt. | Fayetteville    | 7-5-2022  |             |
| 2021     | 8 196 pt. | College Station | 14-5-2021 |             |

### Eptathlon indoor
| Stagione | Misura    | Luogo           | Data      | Rank. Mond. |
| -------- | --------- | --------------- | --------- | ----------- |
| 2022/23  | 6 639 pt. | Albuquerque     | 11-3-2023 | 1º          |
| 2021/22  | 6 205 pt. | College Station | 27-2-2022 |             |
| 2020/21  | 6 200 pt. | Fayetteville    | 12-3-2021 |             |
| 2019/20  | 5 994 pt. | Fayetteville    | 1-2-2020  |             |

## Palmarès
| Anno | Manifestazione              | Sede     | Evento    | Risultato | Prestazione | Note  |
| ---- | --------------------------- | -------- | --------- | --------- | ----------- | ----- |
| 2017 | Campionati panamericani U20 | Trujillo | Decathlon | Argento   | 7 212 pt.   |       |
| 2018 | Mondiali U20                | Tampere  | Decathlon | 7º        | 7 451 pt.   |       |
| 2022 | Mondiali                    | Eugene   | Decathlon | 11º       | 8 133 pt.   | [ 2 ] |
| 2023 | Mondiali                    | Budapest | Decathlon | dnf       | dnf         |       |

## Campionati nazionali
2021
- 6º ai trials statunitensi (Eugene), decathlon - 8140 pt.

2022
- Argento ai campionati statunitensi (Fayetteville), decathlon - 8720 pt.